# Менчул Квасівський (пам'ятка природи)
Менчу́л Квасі́вський — ботанічна пам'ятка природи місцевого значення в Україні. Розташована в межах Рахівського району Закарпатської області, на схід від села Кваси.
Площа 1,81 га. Статус присвоєно згідно з рішенням Закарпатського облвиконкому від 07.03.1990 року № 55. Перебуває у віданні Квасівської сільської ради.
Статус присвоєно з метою збереження колекцій рідкісних рослин карпатського регіону. Пам'ятка природи розташована на полонині Менчул (Чорногірський масив), на території біостаціонару Львівського державного університету ім. І. Франка.

### Історичні фото притулку на горі (1942 рік)

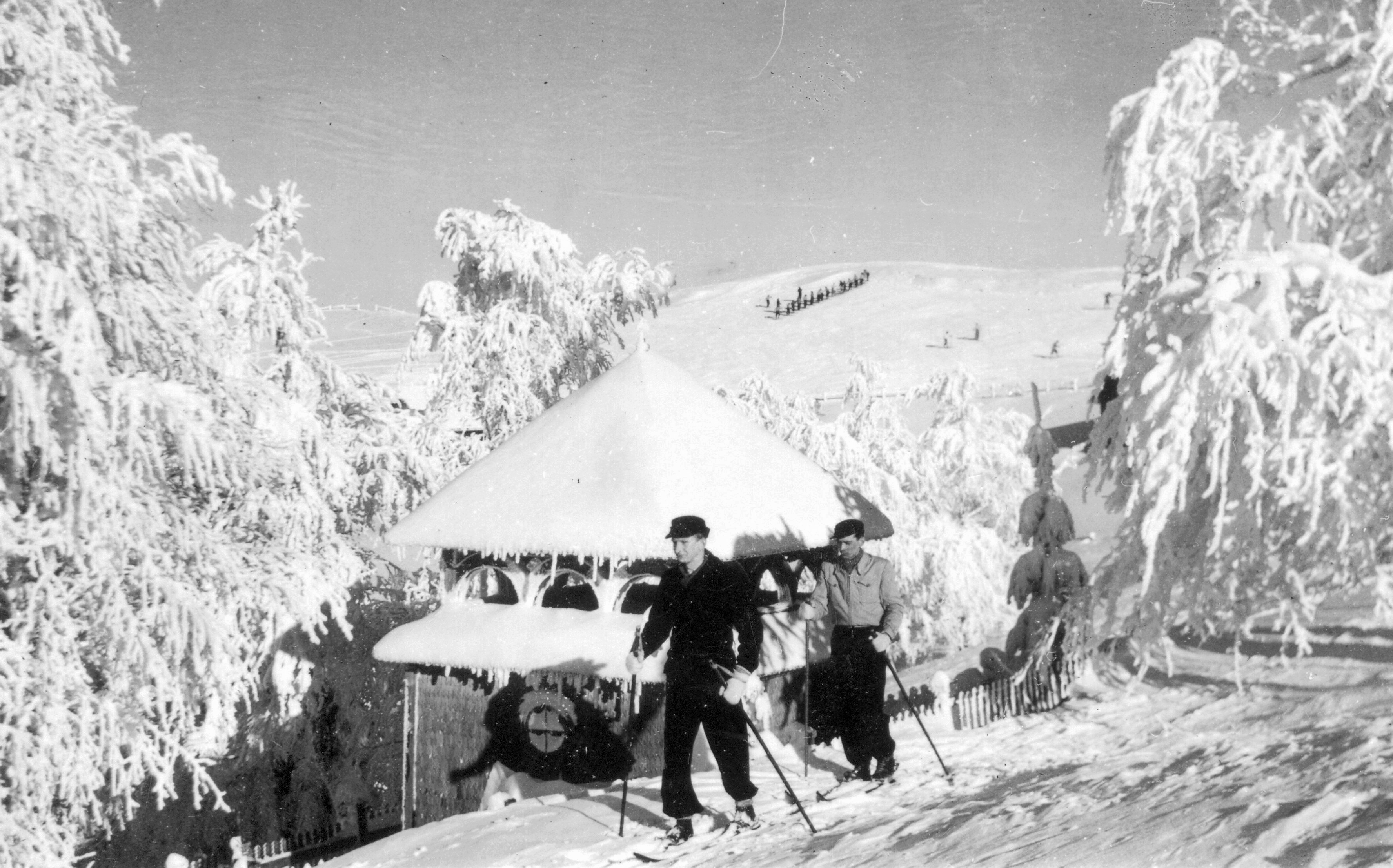
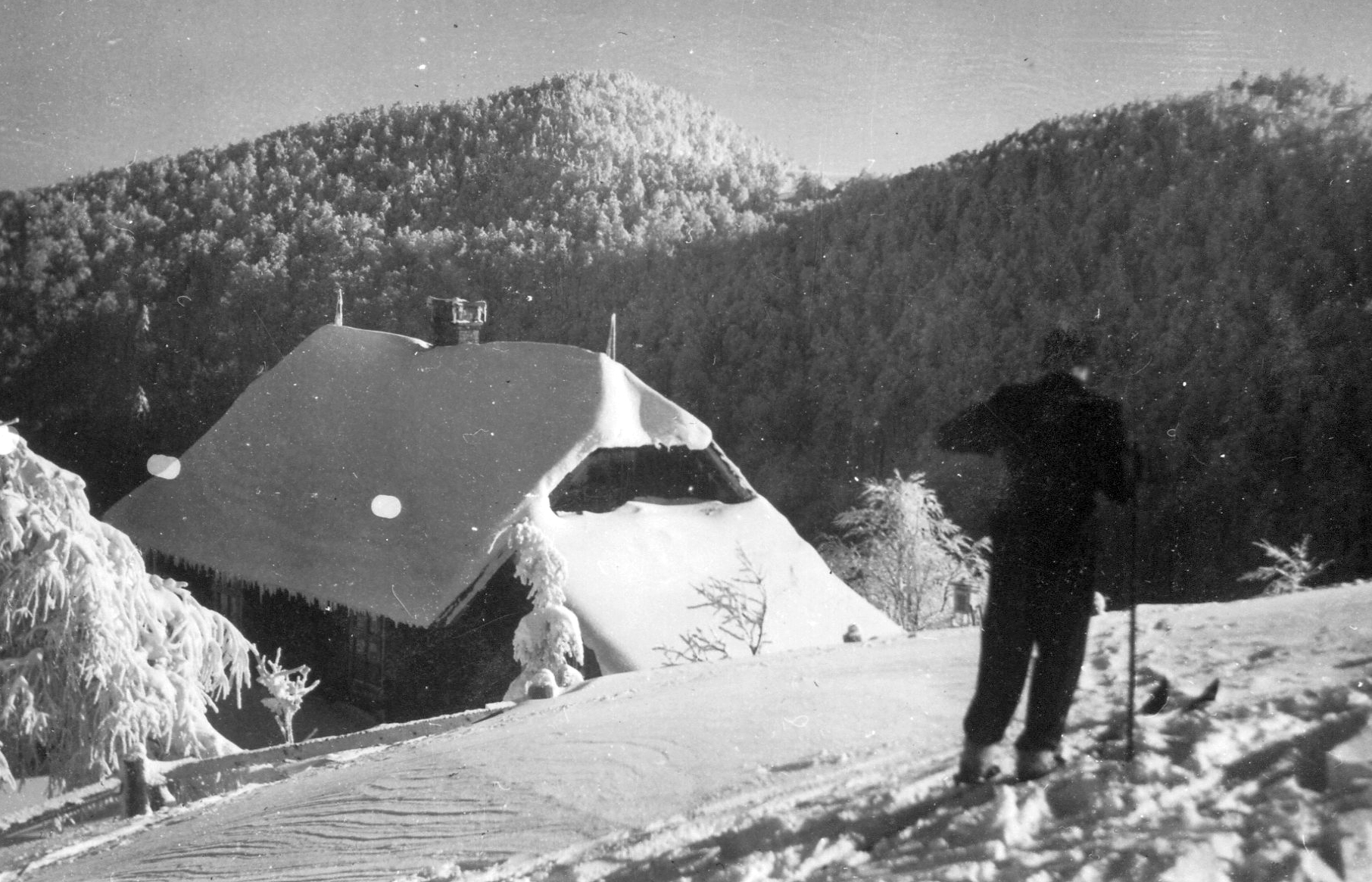
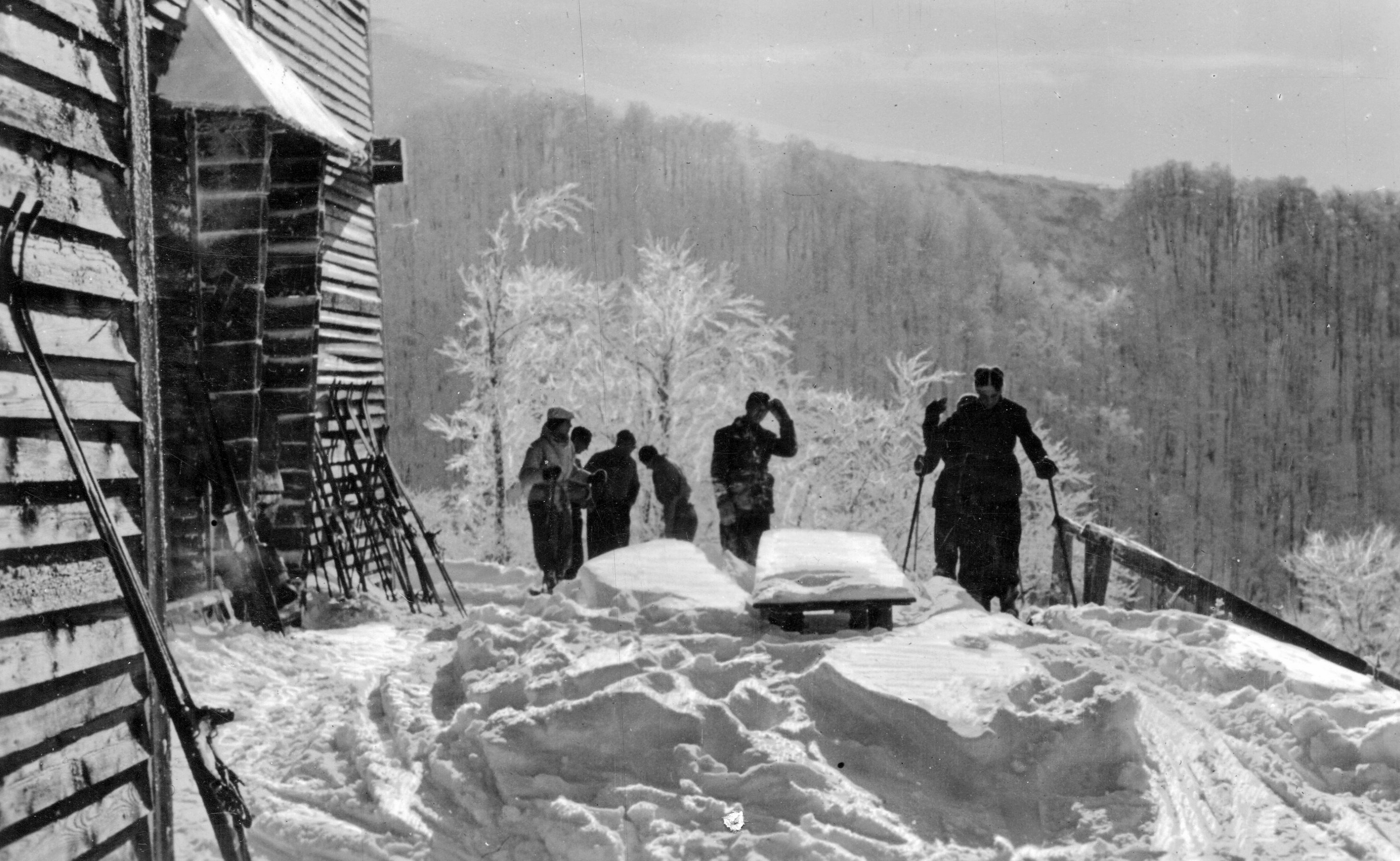
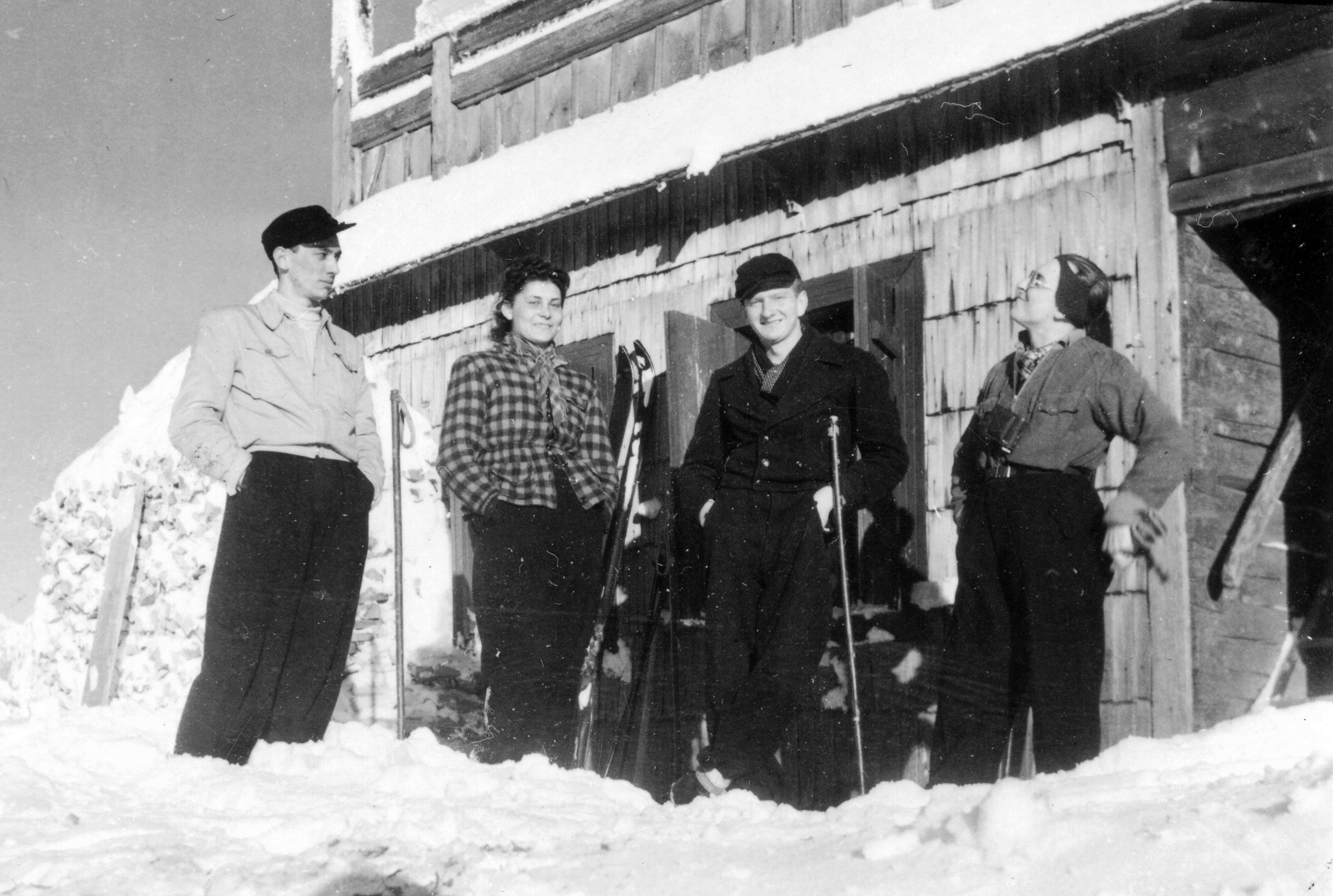

## Галерея

### Сучасні фото

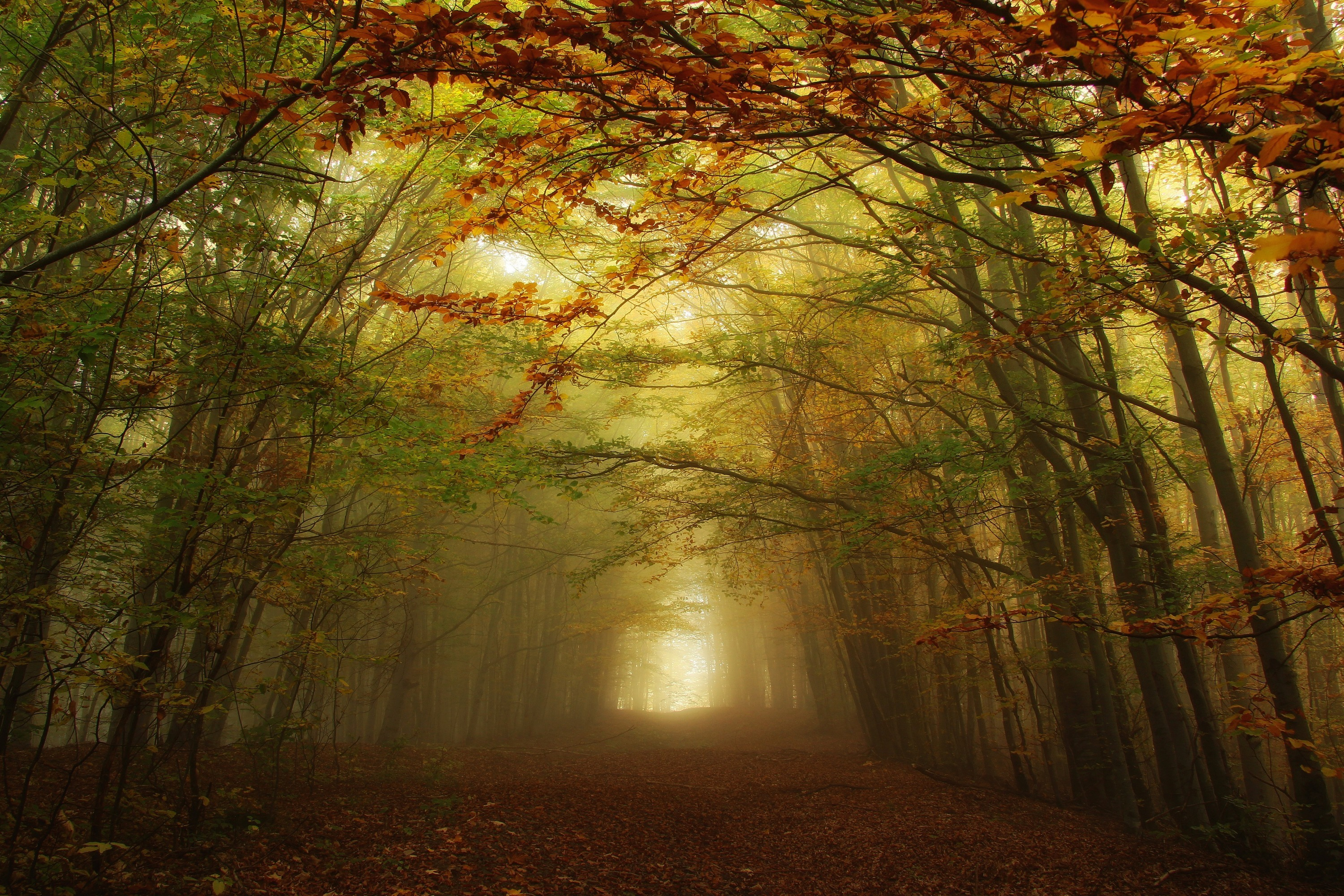
Дорога на Менчул Квасівський
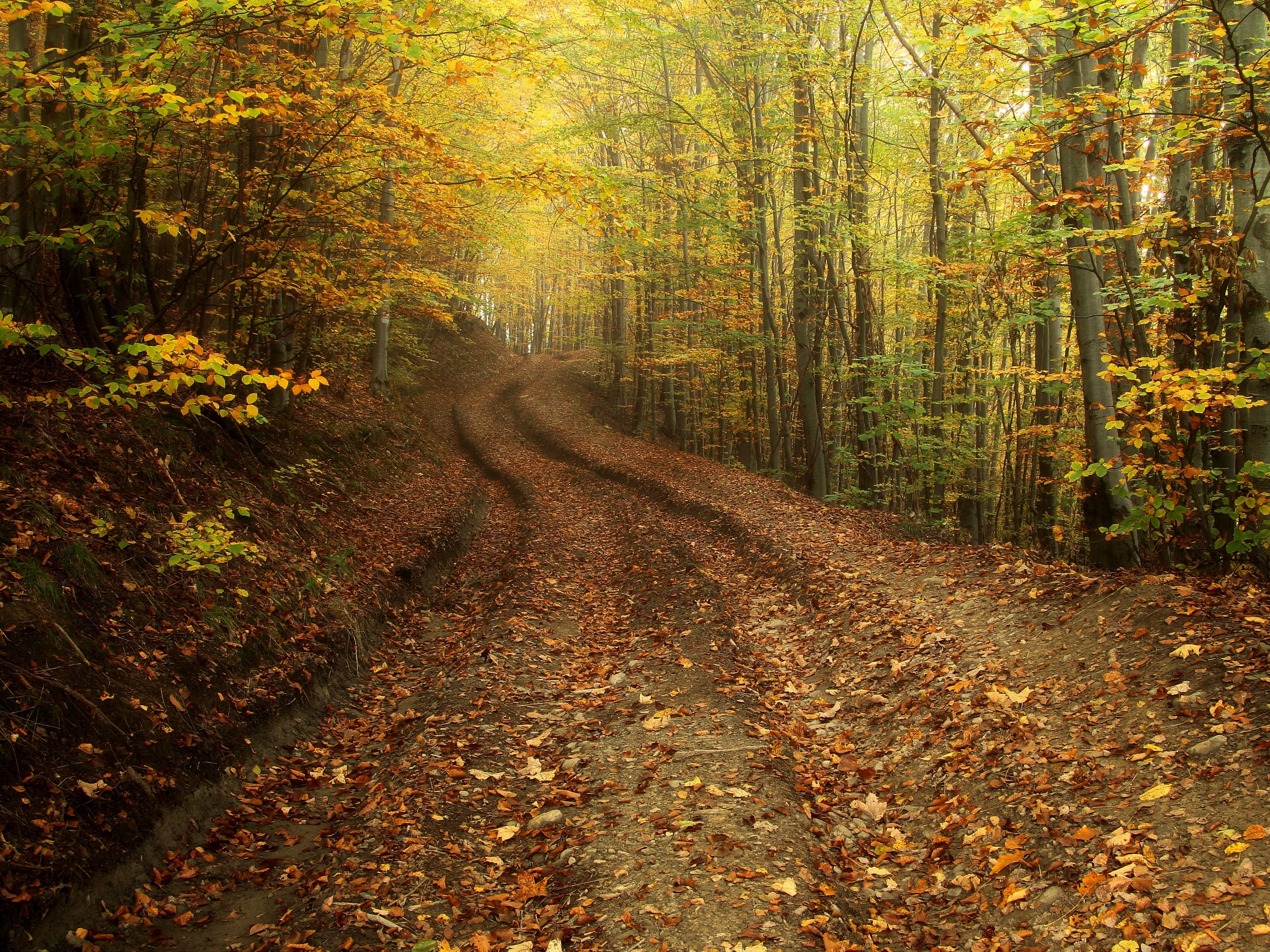
Дорога на Менчул Квасівський
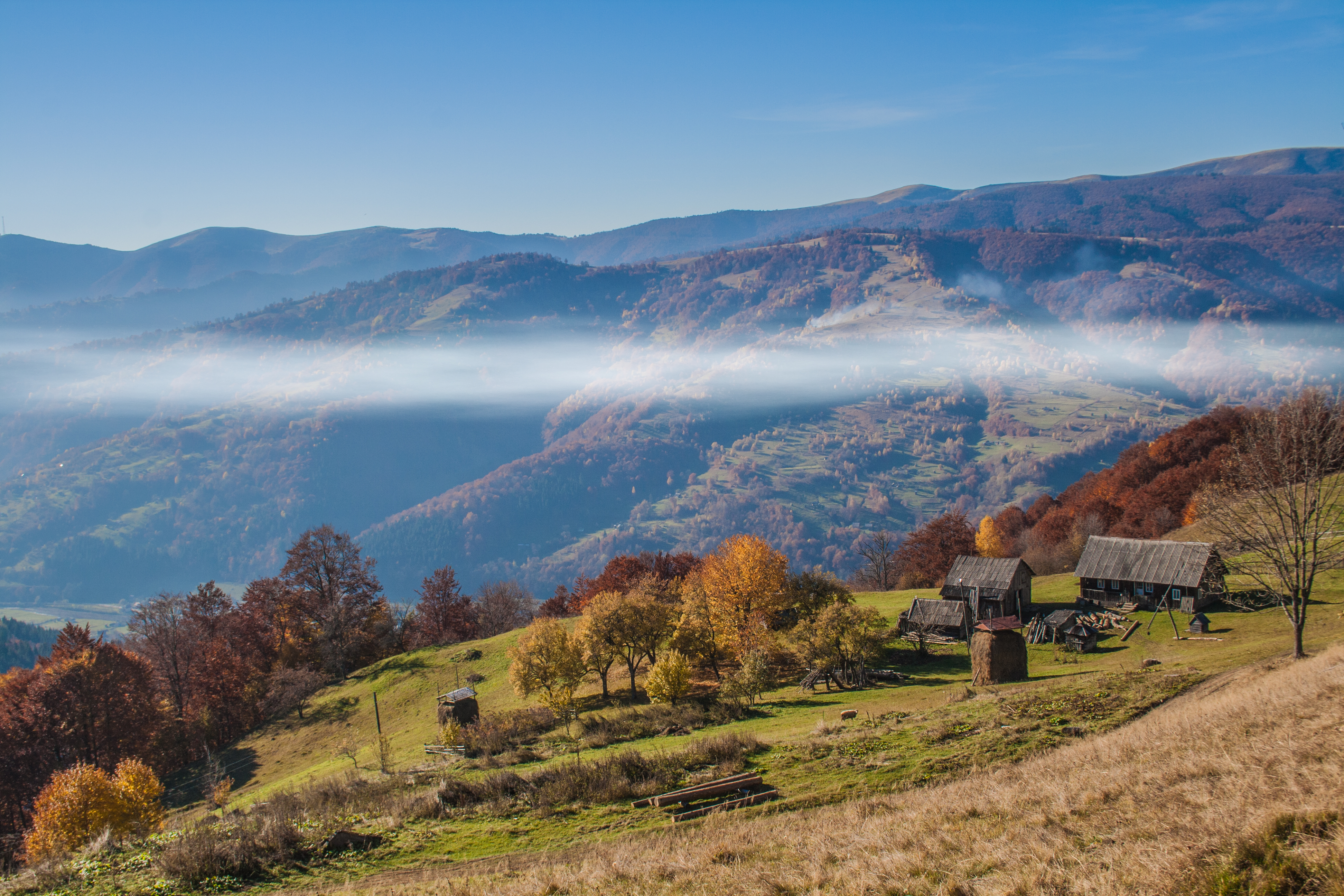
Спуск в село Кваси з гори Менчул Квасівський і вид на масив Свидовець
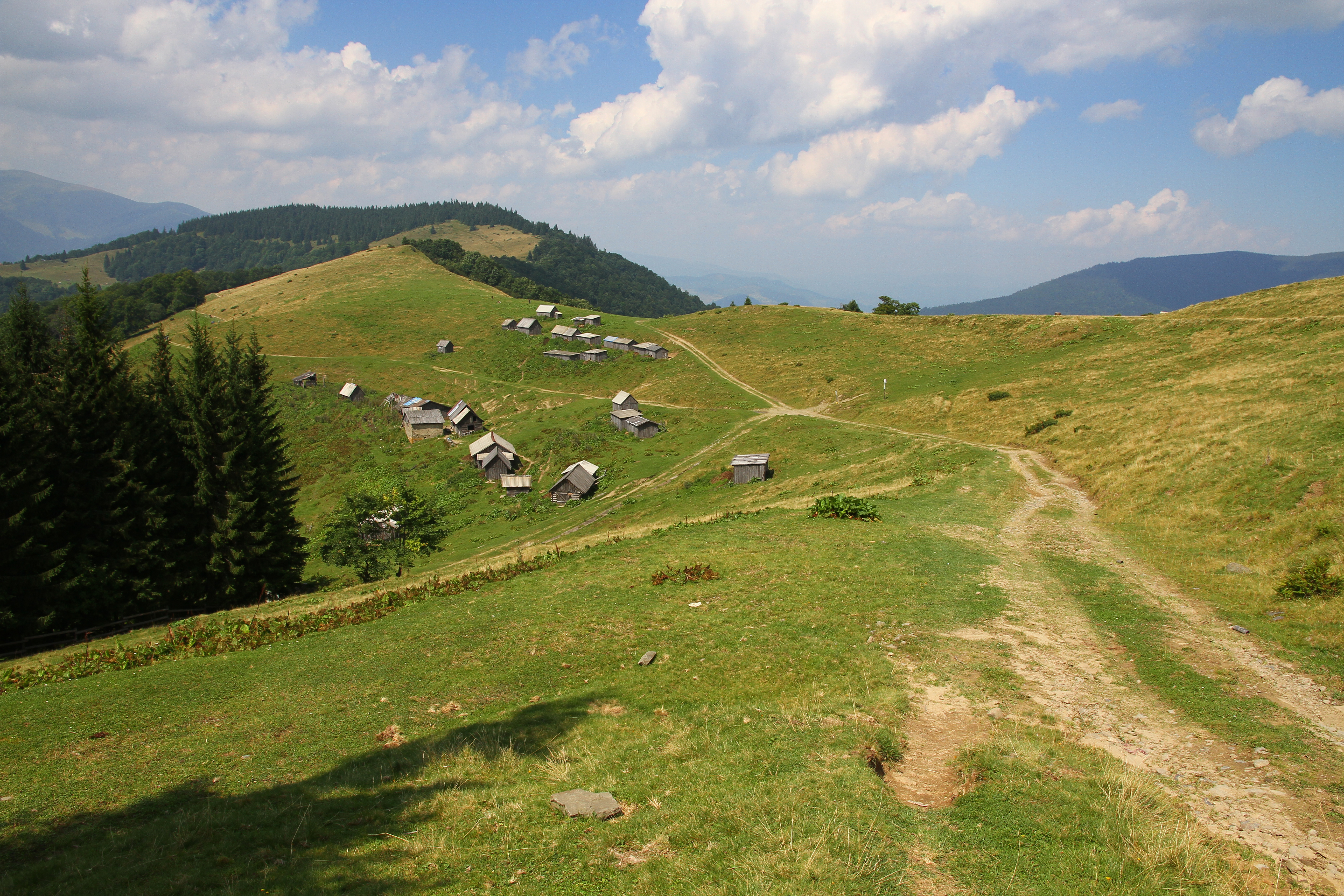
Літо на полонині Менчул Квасівський
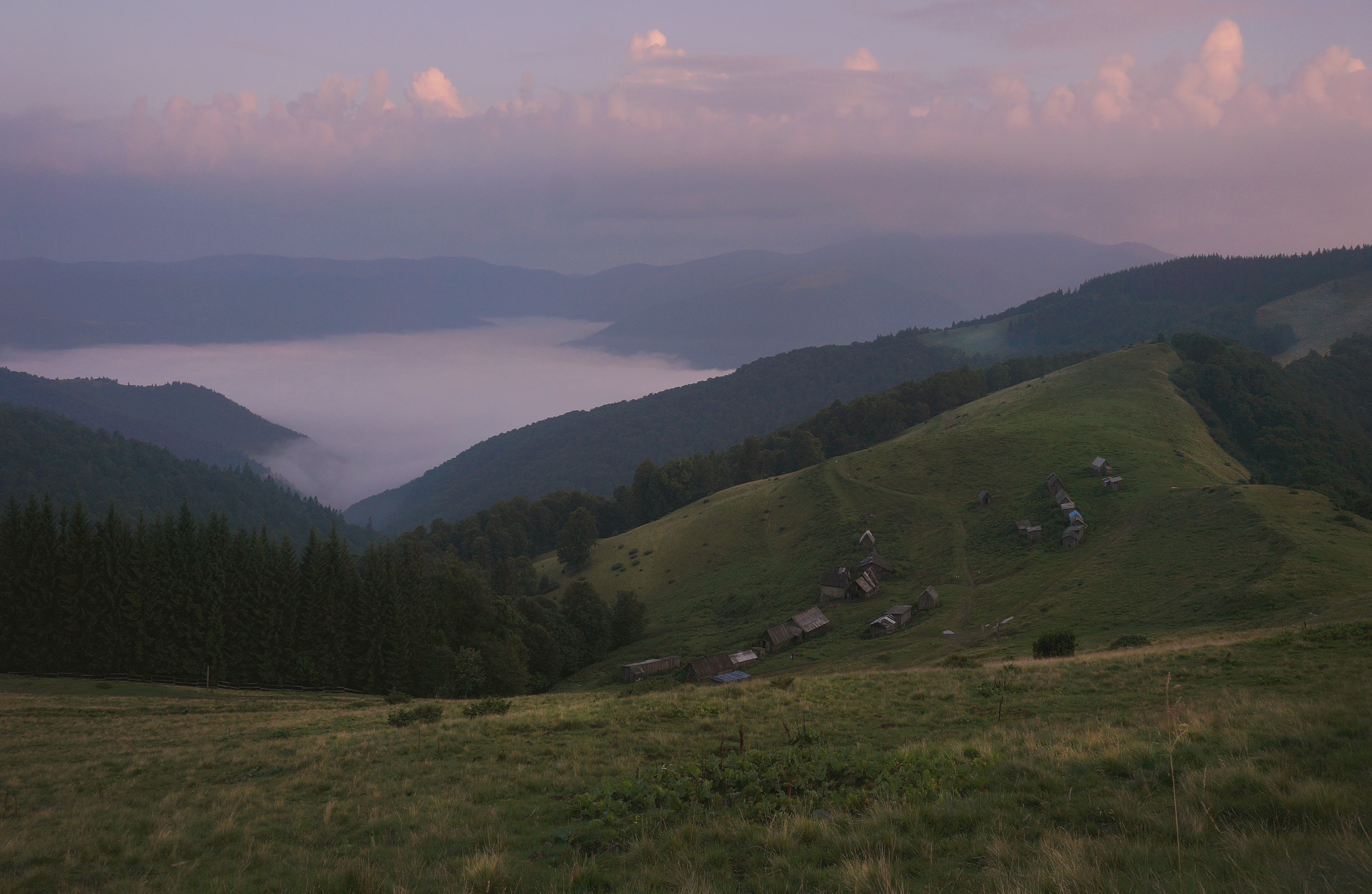
Схід сонця на полонині Менчул Квасівський
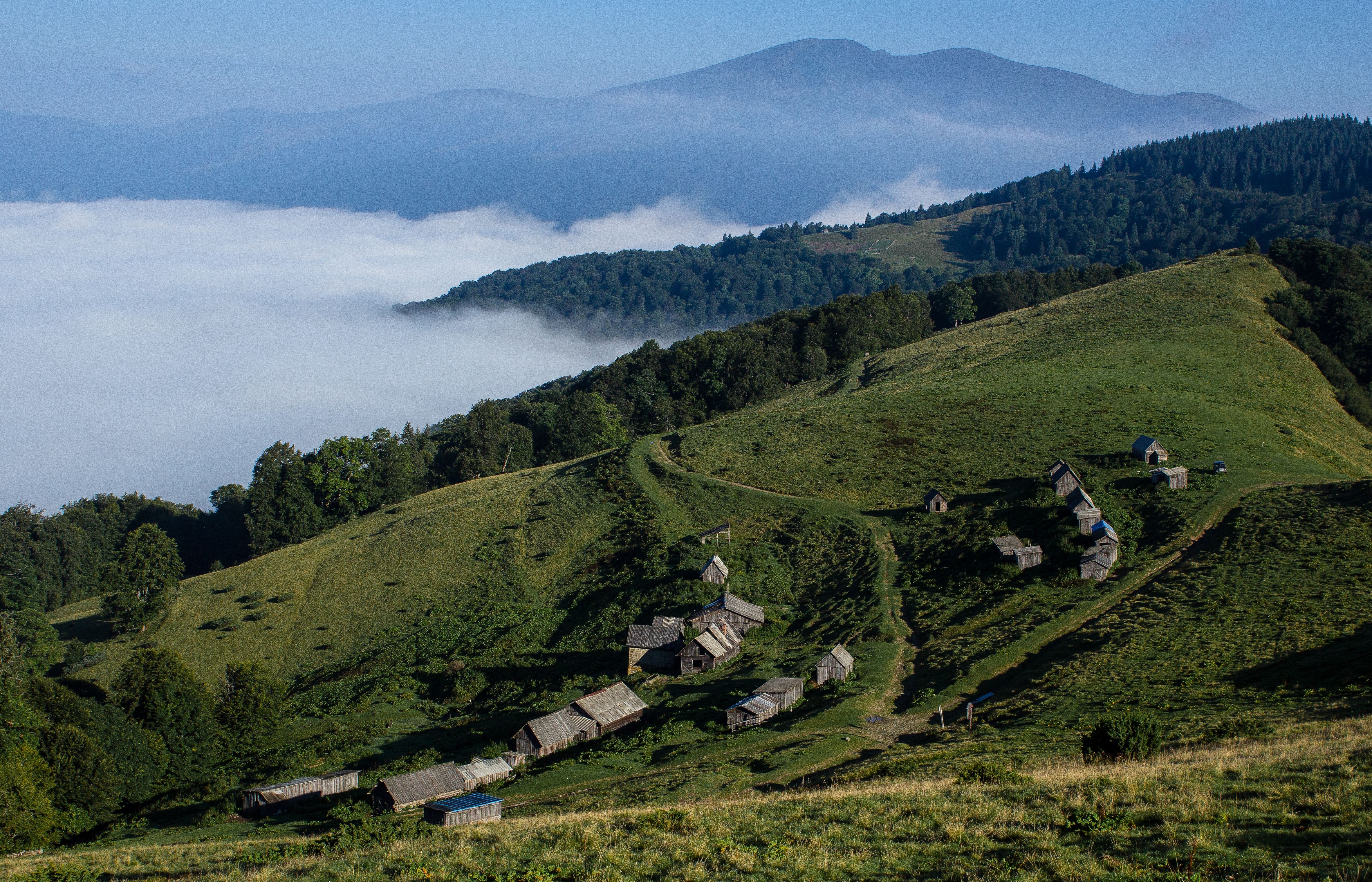
Ранок на полонині Менчул Квасівський